# 美國聖公會教會年曆
以下為美國聖公會的教會年曆，聖日名稱、日期及禮儀顏色均由是根據於2000年出版的1979年公禱書中文版。

## 主要節日
以下節日優先取代任何其他的日子或紀念日。諸聖日除了在 11 月 1 日慶祝外，也可在緊接而至的主日慶祝。
- 救主復活日
- 升天日
- 聖靈降臨日
- 三一主日
- 諸聖日（11月1日）
- 救主聖誕日（12月25日）
- 顯現日（1月6日）

## 主日
在一年之中所有的主日都是慶祝耶穌基督的節日。除了在上述列出的節日外，下列節日優先取代主日： 
- 救主聖名日（1月1日）
- 獻聖嬰日（2月2日）
- 基督易容顯光日（8月6日）

教堂的獻堂紀念日，以及教堂守護者或教堂用以命名的節日，除了在降臨節、大齋節和復活節之外，可在主日慶祝。 

## 聖日
下列聖日通常在全年中慶祝，除非有與上述有關主日規則不同的規定外，否則聖日應優先於其他所有的紀念日或特別靈修的日子，可分為「其他有關主基督的節日」、「其他主要節日」和「禁食節日」三類： 

### 1月
- 救主聖名日（1月1日）
- 使徒聖彼得認信日  (1月18日)
- 使徒聖保羅受感化日  (1月25日)

### 2月
- 獻聖嬰日（2月2日）
- 使徒聖馬提亞日  (2月24日)

### 3月
- 聖約瑟日(3月19日)
- 天使報喜節（3月25日）

### 4月
- 福音傳道師聖馬可日(4月25日)

### 5月
- 使徒聖腓力和聖雅各日  (5月1日)
- 聖馬利亞訪問日（5月31日）

### 6月
- 使徒聖巴拿巴日（6月11日）
- 施洗約翰誕生日（6月24日）
- 使徒聖彼得和聖保羅日（6月29日）

### 7月
- 抹大拉的聖馬利亞日（7月22日）
- 使徒聖雅各日（7月25日）

### 8月
- 我們的主耶穌基督基督易容顯光日（8月6日）
- 我們的主耶穌基督之母，童貞女聖馬利亞日（8月15日）
- 使徒聖巴多羅買日（8月24日）

### 9月
- 聖十架日（9月14日）
- 使徒和福音傳道師聖馬太日（9月21日）
- 聖米迦勒與諸天使日（9月29日）

### 10月
- 福音傳道師聖路加日（10月18日）
- 我們的主耶穌基督之兄弟，耶路撒冷的聖雅各日（10月23日）
- 使徒聖西門和聖猶大日  (10月28日)

### 11月
- 諸聖日（11月1日）
- 使徒聖安得烈日（11月30日）

### 12月
- 使徒聖多馬日（12月21日）
- 聖司提反日（12月26日）
- 使徒和福音傳道師聖約翰日（12月27日）
- 嬰孩被殺日（12月28日）

### 禁食節日
- 大齋首日（灰日）
- 受難日

### 國家紀念日
- 獨立紀念日（7月4日）
- 感恩日